# Germarostes jamaicensis
Germarostes jamaicensis är en skalbaggsart som beskrevs av Henry Fuller Howden 1978. Germarostes jamaicensis ingår i släktet Germarostes och familjen Hybosoridae. Inga underarter finns listade i Catalogue of Life.